# Christian Dotremont
Christian Dotremont (* 12. Dezember 1922 in Tervuren; † 20. August 1979 in Buizingen, Halle bei Brüssel) war ein belgischer Maler und Lyriker.

## Leben und Werk
Christian Stanislas Marie Joseph Léandre Benoît Dotremont wurde 1922 in Tervuren, in der Nähe von Brüssel, geboren. Seine Eltern waren beide Schriftsteller und Christian schrieb schon während der Schulzeit erste Gedichte und Romane. 1930 trennten sich seine Eltern und Christian kam in ein Internat. 1938 verließ er die Schule. 1940 veröffentlichte er Ancienne éternité und lernte René Magritte und Raoul Ubac kennen. Der 18-jährige wurde in den Kreis der belgischen Surrealisten aufgenommen. 1941 reiste Dotremont nach Paris, wo er Kontakt mit den französischen Surrealisten knüpfte, André Breton, Henri Goetz, Pablo Picasso, Jean Cocteau und Alberto Giacometti kennenlernte.
Während des Zweiten Weltkriegs heiratete Dotremont Ai-Li Mian, eine Frau chinesischer Herkunft. Dotremont begann sich für China zu interessieren, für das Land, die Sprache und die Schrift.
Nach dem Krieg verwickelte sich Dotremont zunehmend in Konflikte mit den anderen Surrealisten. Er gründete 1946/47 mit Noël Arnaud, Louis Scutenaire, Marcel Mariën, Paul Nougé, Achille Chavée, Irène Hamoir und Édouard Jaguer die Revolutionary Surrealist Group. Er veröffentlichte 1947 das Manifest Le surréalisme révolutionaire. 1948 verfasste Dotremont La cause était entendue und gründete zusammen mit dem Dänen Asger Jorn die Künstlergruppe CoBrA. Die Niederländer Constant, Karel Appel, Corneille und der Belge Joseph Noiret unterzeichneten das Manifest. Des Weiteren war er an dem Kunstprojekt Vendredi: une correspondance surréaliste beteiligt.
Dotremont arbeitete zusammen mit Asger Jorn, Serge Vandercam und Pierre Alechinsky. Es wurde Text mit Malereien auf Leinwand kombiniert und es entstanden Wort-Zeichnungen und später Wort-Malereien. Seit den 60er Jahren begann Dotremont mit einem Pinsel und Tinte (selten auch farbig) auf Papier Gedichte zu schreiben und zu zeichnen. Er wurde zum gestischen Maler des Wortes. Individuelle Logogramme entstanden. 
Wegen einer Tuberkuloseerkrankung hielt sich Asger Jorn 1951 im Silkeborg Sanatorium in Dänemark auf. Dotremont, der ebenfalls Tuberkulose hatte, wurde zur Behandlung in der gleichen Abteilung aufgenommen. Die beiden teilten sich mehrere Monate lang ein Zimmer.
Zwischen 1956 und 1962 machte Christian Dotremont drei Reisen nach Lappland. Statt Logogrammen entstanden dort (in den Schnee gezeichnete) Logoneiges.

## Ausstellungen
- 1977: documenta 6, Kassel
- 2011: Christian Dotremont: Logogrammes Centre Georges Pompidou[6]